# Børge Ring - filmanimator og jazzmusiker
Børge Ring - filmanimator og jazzmusiker er en portrætfilm fra 2006 instrueret af Jørgen Vestergaard efter eget manuskript.

## Handling
En dokumentarfilm om den 85-årige Børge Ring og hans bidrag til den internationale tegnefilmkunst. Børge Ring er dansker, men har boet og arbejdet i over 50 år i Holland. Filmen berører Rings tidlige karriere som jazzmusiker, men er først og fremmest en hyldest til en original og imponerende dansk filmkunstner. Han rager op ude i den store verden, og herhjemme er han en levende pionerskikkelse og inspiration for yngre generationer af tegnefilmskabere. Med udgangspunkt i den Oscar-belønnede "Anna & Bella" og de prisbelønnede "Oh my Darling" og "Og møllen drejer" prøver dokumentarfilmen at trænge ind i tegnefilmkunstens artistiske hemmeligheder.